# Éléphant pris au piège
Ne doit pas être confondu avec Éléphant (homonymie).
Éléphant pris au piège, ou Jeune éléphant pris au piège, est une sculpture d'Emmanuel Frémiet.
D'une hauteur de 3,6 mètres et d'une longueur de 2,22 mètres pour 3 tonnes, l'œuvre représentant un éléphant a été commandée pour l'Exposition universelle de 1878. Elle faisait partie d'un ensemble de quatre statues monumentales en fonte de fer et dorées à l'origine (avec Cheval à la herse de Pierre Louis Rouillard, Taureau d'Auguste Cain et Rhinocéros d'Henri-Alfred Jacquemart) qui entouraient la fontaine devant le palais du Trocadéro à Paris.
Démonté en 1935 lors de la démolition du palais du Trocadéro, l'Éléphant pris au piège de Frémiet est installé dans les jardins de la porte de Saint-Cloud à Paris jusqu'en 1985. Avec Cheval à la herse et Rhinocéros — Taureau est à Nîmes —, cet éléphant est depuis 1986 sur le parvis du musée d'Orsay à Paris.
Elle a été fondu par Antoine Durenne, et restaurée en 1985-1986 par la fonderie de Coubertin de Saint-Rémy-lès-Chevreuse.

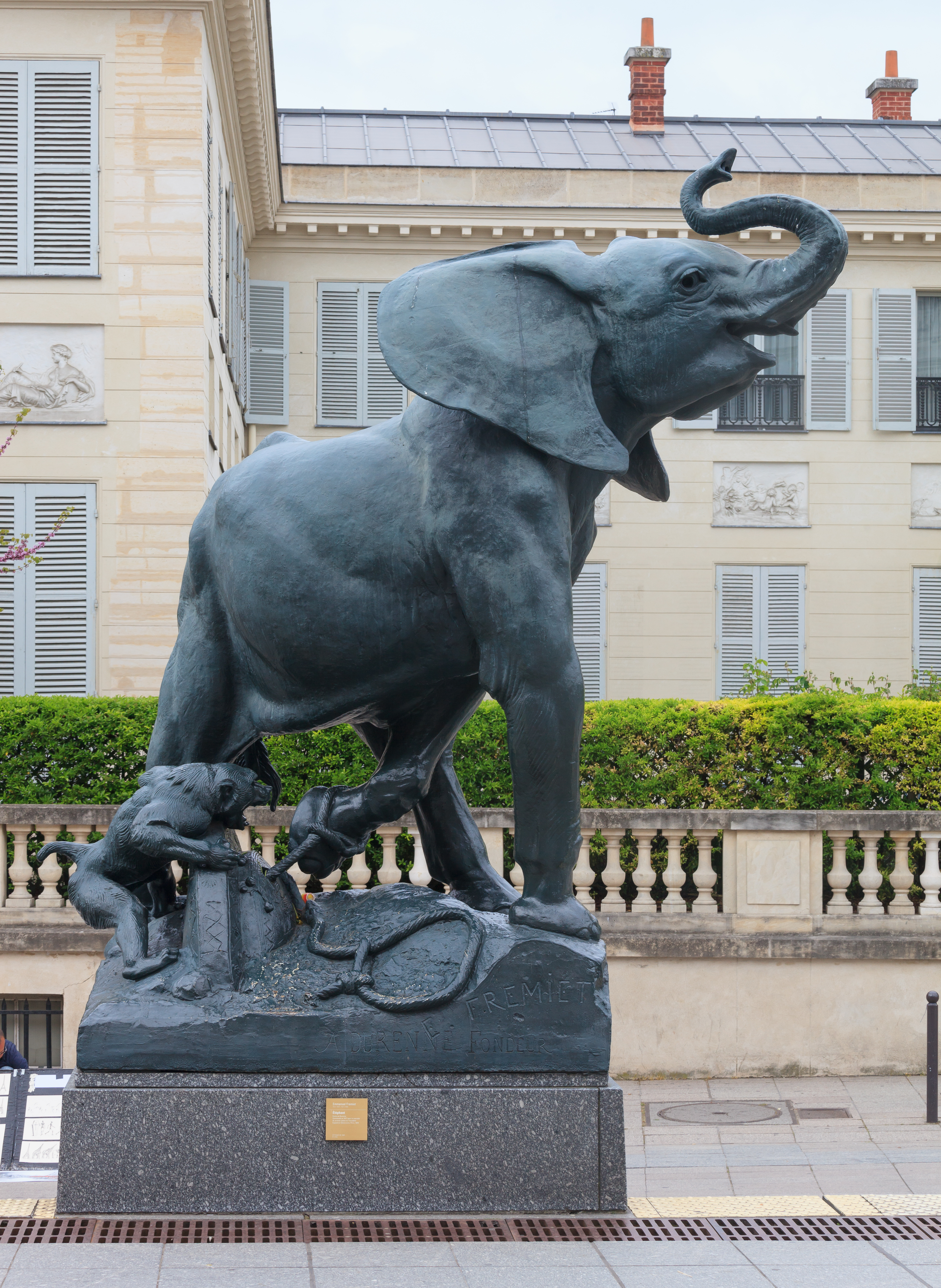
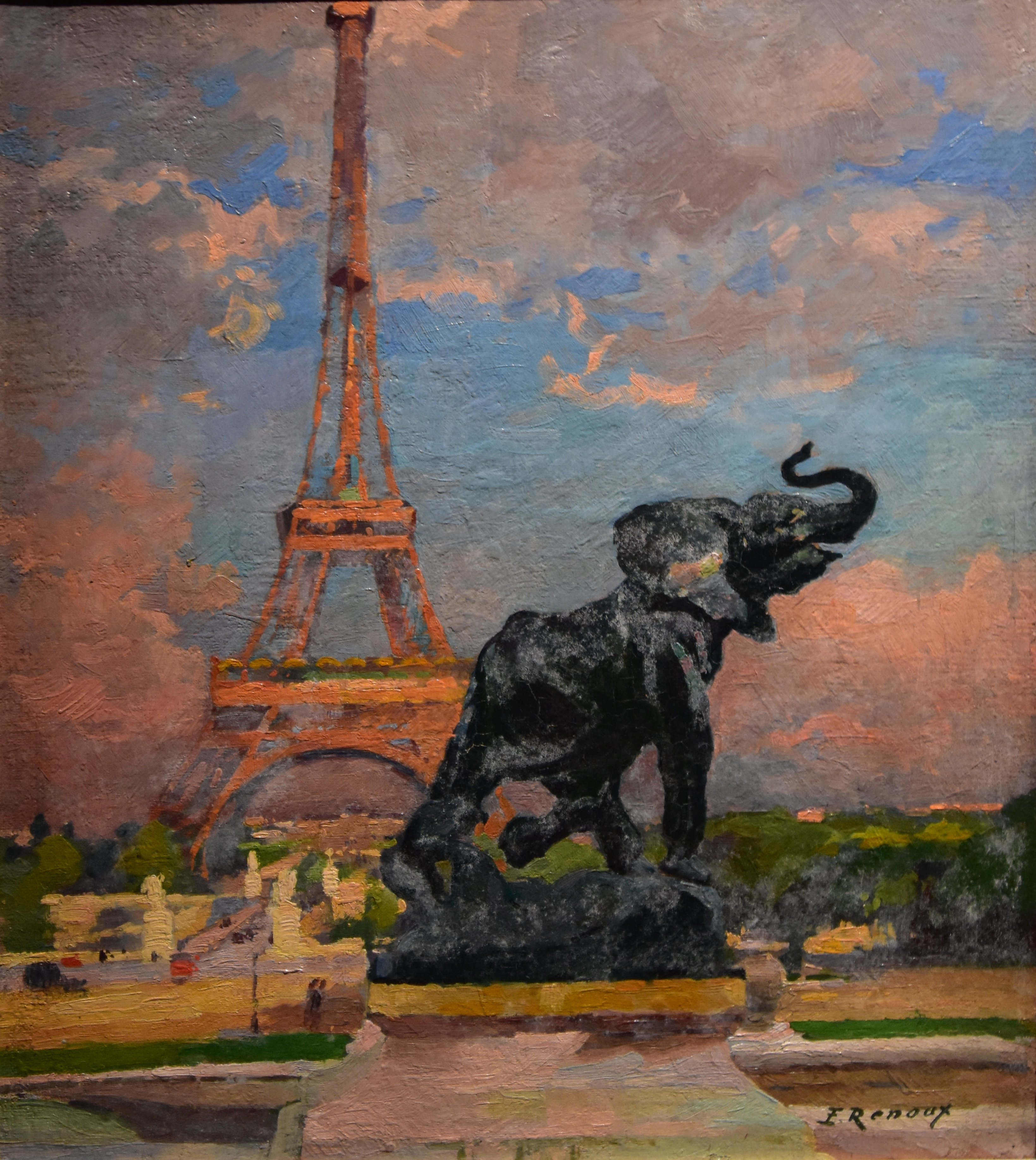
Peinture de Jules Ernest Renoux montrant la sculpture au palais du Trocadéro.
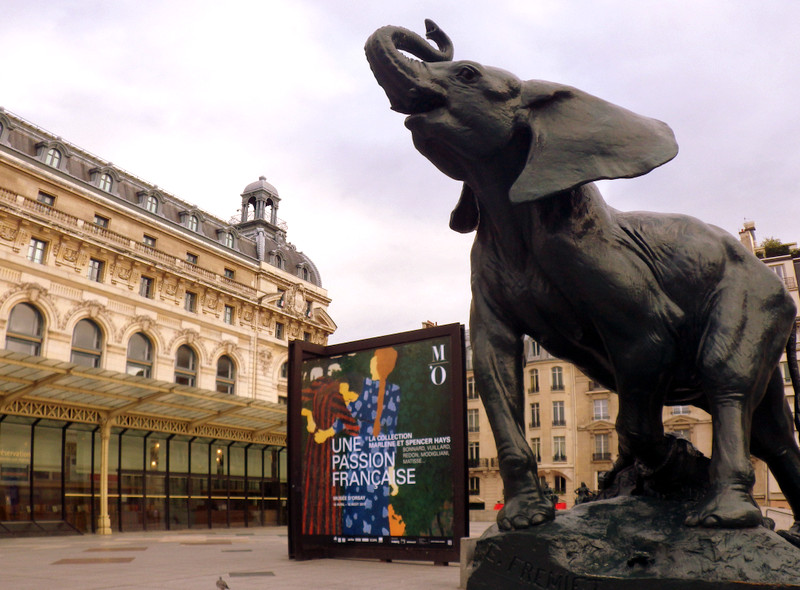
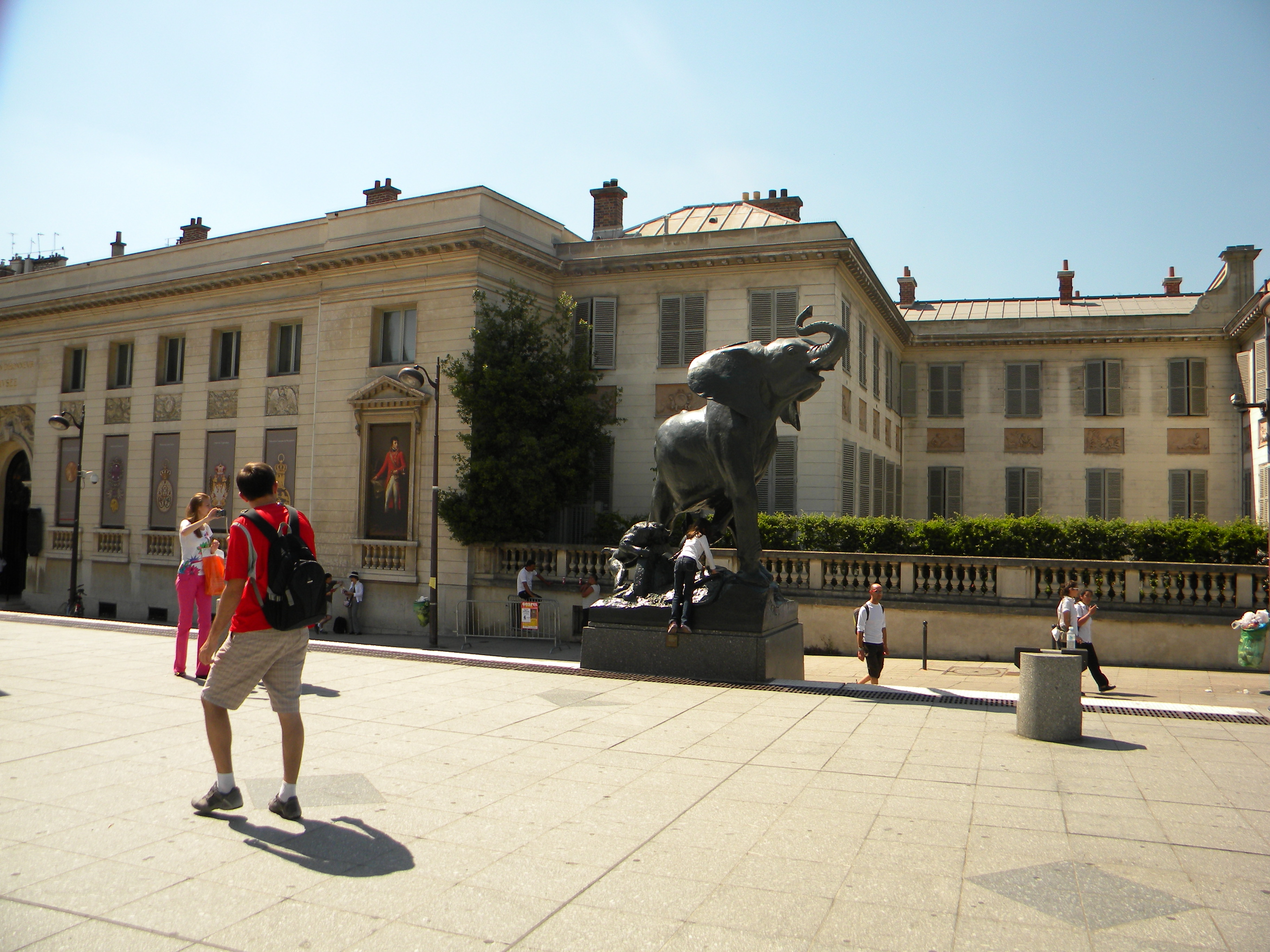
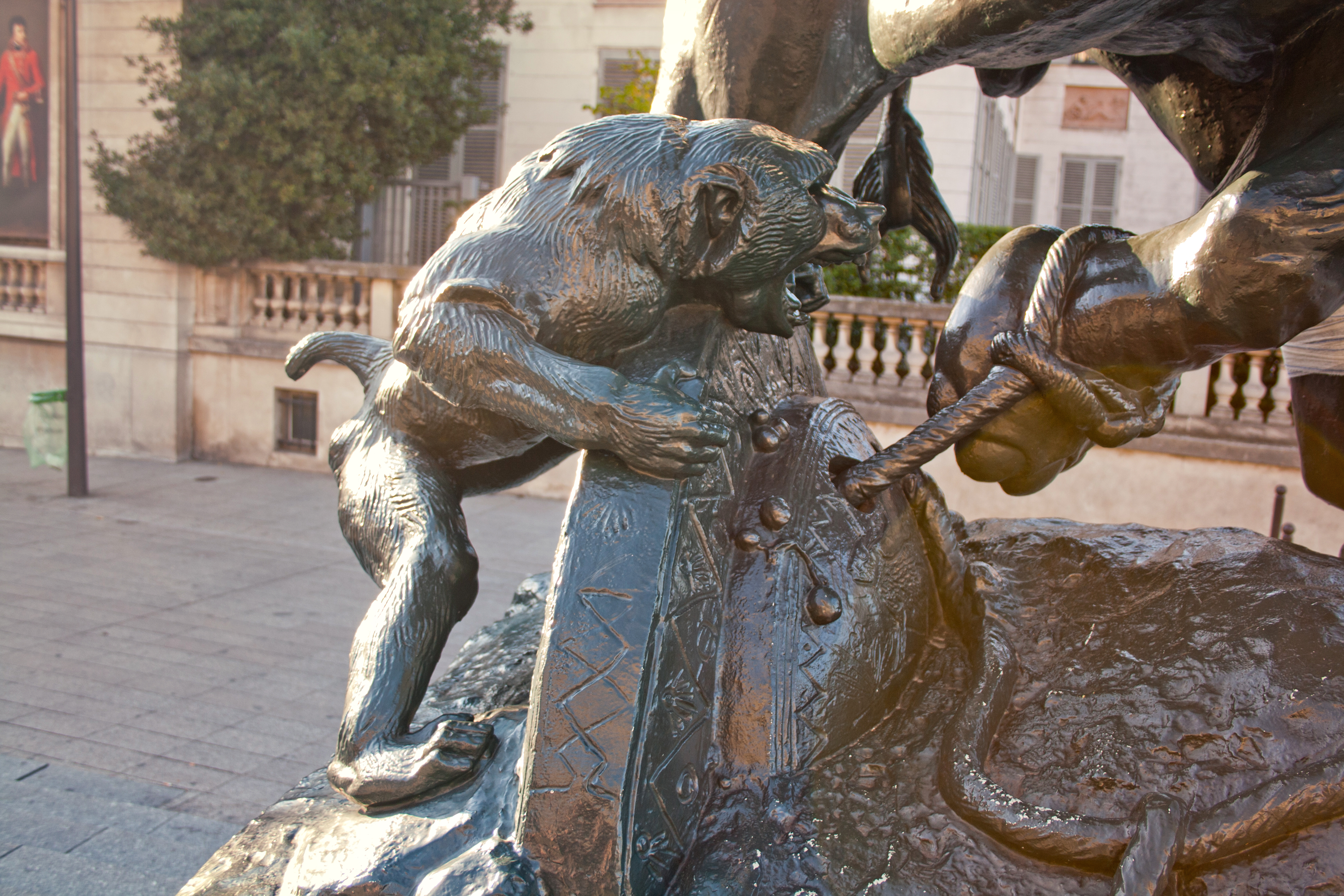
Détail.